# Nevermind the Living Dead
Nevermind the Living Dead es el primer álbum de estudio de la banda francesa de rock indie Stuck in the Sound. Lanzado el 6 de noviembre de 2006 en la etiqueta Discograph, el disco fue el primero de la banda que se comercializó. Siguió su álbum debut homónimo de 2004 e incluyó un número de canciones del álbum  anterior. Fue lanzado como un disco compacto en Francia, y como una descarga en un número de otros países.
El álbum fue generalmente bien recibido y ha sido elogiado en particular por sus melodías afiladas y guitarras «punchy». El disco obtuvo comparaciones con bandas como At the Drive-In y Pixies. Por la propia admisión de la banda, Nevermind the Living Dead trataba de mostrar lo que podían hacer.

## Lista de canciones
Todas la canciones fueron escritas por Stuck in the Sound.

| N.º | Título                              | Duración |  |
| 1.  | «I Shot My Friend»                  | 4:55     |  |
| 2.  | «Toy Boy»                           | 4:25     |  |
| 3.  | «Cramp, Push and Take It Easy!»     | 3:34     |  |
| 4.  | «Delicious Dog»                     | 5:09     |  |
| 5.  | «Waste»                             | 4:15     |  |
| 6.  | «Don't Break the Bar Please Dumbo!» | 2:29     |  |
| 7.  | «Don't Go Henry»                    | 5:13     |  |
| 8.  | «Nevermind the Living Dead»         | 5:02     |  |
| 9.  | «Never on the Radio»                | 2:51     |  |
| 10. | «I Travel the World»                | 4:17     |  |
| 11. | «It's (Friday)»                     | 3:01     |  |
| 12. | «Third Eyed Girl»                   | 4:37     |  |
| 13. | «You Ain't For Me»                  | 6:55     |  |